# OpenCity
OpenCity es un videojuego de construcción de ciudades libre. Está disponible en múltiples plataformas. El videojuego actualmente se encuentra en sus primeras versiones de desarrollo.

## Descripción
Es similar a otros videojuegos de construcción de ciudades. En él hay que instalar unos servicios básicos (generación de energía eléctrica, hospitales, comisarías, colegios...) y recalificar terrenos (industrial, residencial y comercial), aparte de tener que construir líneas eléctricas y una red de calles. En futuras versiones está previsto añadir redes de distribución de agua y gas. El terreno se puede elevar o bajar formando ríos, montañas, valles... Una vez están situados unos servicios básicos y recalificadas algunas casillas de terreno, el simulador económico crea nuevas industrias, comercios y viviendas en esas zonas.
Los gráficos del videojuego se basan en modelos 3D en formato AC3D y texturas en formato PNG. El renderizado se realiza con OpenGL y la biblioteca SDL. La programación se realiza en C++.

## Capturas de pantalla

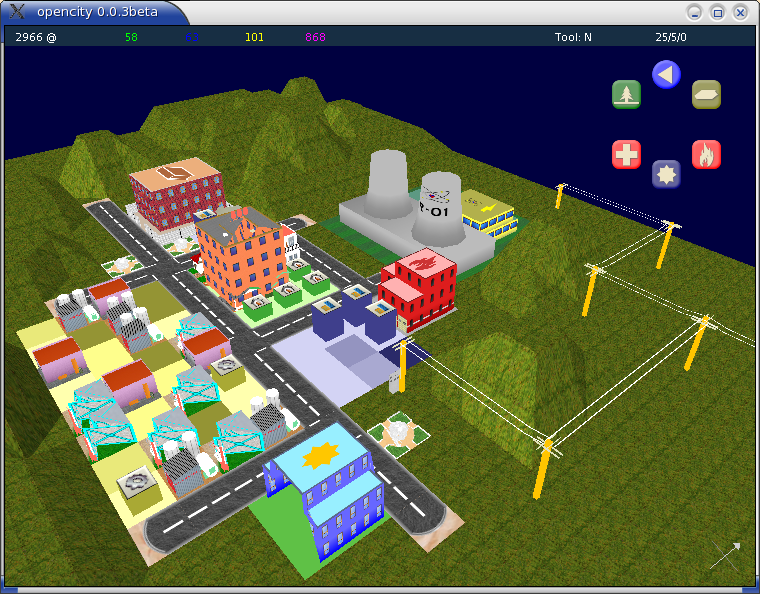
Captura de pantalla de la versión 0.0.3
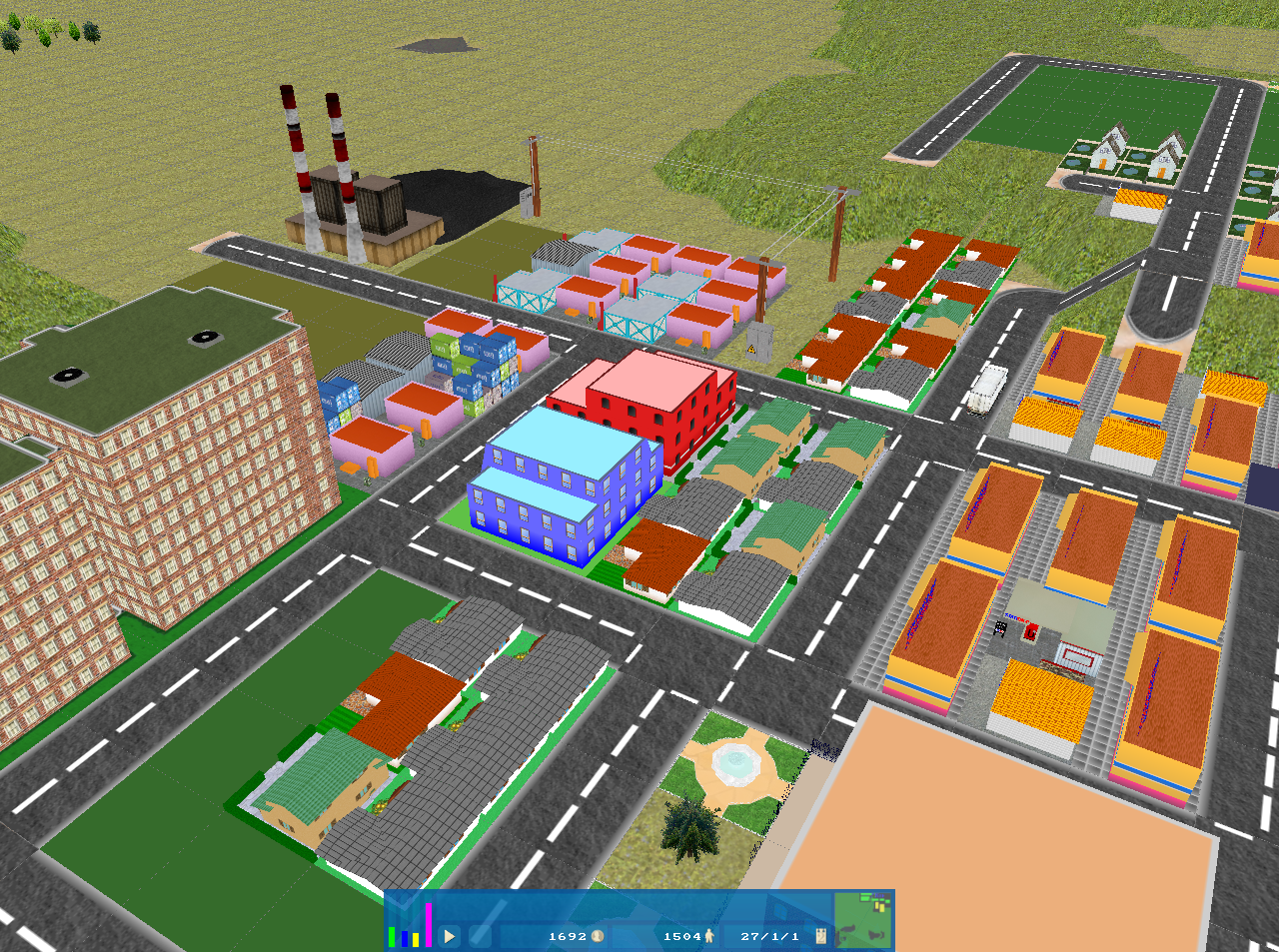
Captura de pantalla de la versión 0.0.5